# Robert Skelton
Robert Skelton (Estados Unidos, 25 de junio de 1903-25 de junio de 1977) fue un nadador estadounidense especializado en pruebas de estilo braza, donde consiguió ser campeón olímpico en 1924 en los 200 metros.

## Carrera deportiva
En los Juegos Olímpicos de París 1924 ganó la medalla de oro en los 200 metros estilo braza con un tiempo de 2:56.6 segundos, por delante del belga Joseph De Combe y de su paisano estadounidense Bill Kirschbaum.